# انقلاب 1967 في توغو
كان الانقلاب التوغولي 1967 انقلابًا عسكريًا غير دموي وقع في توغو في 13 يناير 1967. زعيم الانقلاب الجنرال غناسينغبي إياديما أطاح بالرئيس الثاني للتوغو، نيكولا غرونتسكي، الذي جلبه إلى السلطة بعد انقلاب عام 1963.
في أعقاب الانقلاب، تم حظر الأحزاب السياسية وتعليق جميع العمليات الدستورية. تم تعيين العقيد كليبر دادجو رئيسًا مؤقتًا لتوغو (رئيسًا للجنة المصالحة الوطنية)، وهو المنصب الذي شغله حتى 14 أبريل 1967، عندما تولى إياديما الرئاسة.
واصل إياديما حكم البلاد حتى وفاته في 5 فبراير 2005.